# Mangelbeekvallei (Houthalen-Helchteren)
Mangelbeekvallei is een natuurreservaat in de vallei van de Mangelbeek in de Belgische gemeente Houthalen-Helchteren. De Grote Baan (N715) doorsnijdt het natuurgebied.
Het reservaat ligt ruim 1 km ten westen van het brongebied van de beek, tussen Helchteren en Houthalen, en is eigendom van het Agentschap voor Natuur en Bos. In de loop van de 20e eeuw verruigde het gebied sterk, en in de 21e eeuw is men begonnen de wilgenstruwelen terug te dringen, waardoor zich opnieuw vochtige graslanden en moerasvegetaties ontwikkelen.
In zuidoostelijke richting vindt men de Begijnenheide, in het oosten de Donderslagse Heide en in het noordwesten het Kraanbergbos.

## Galerij

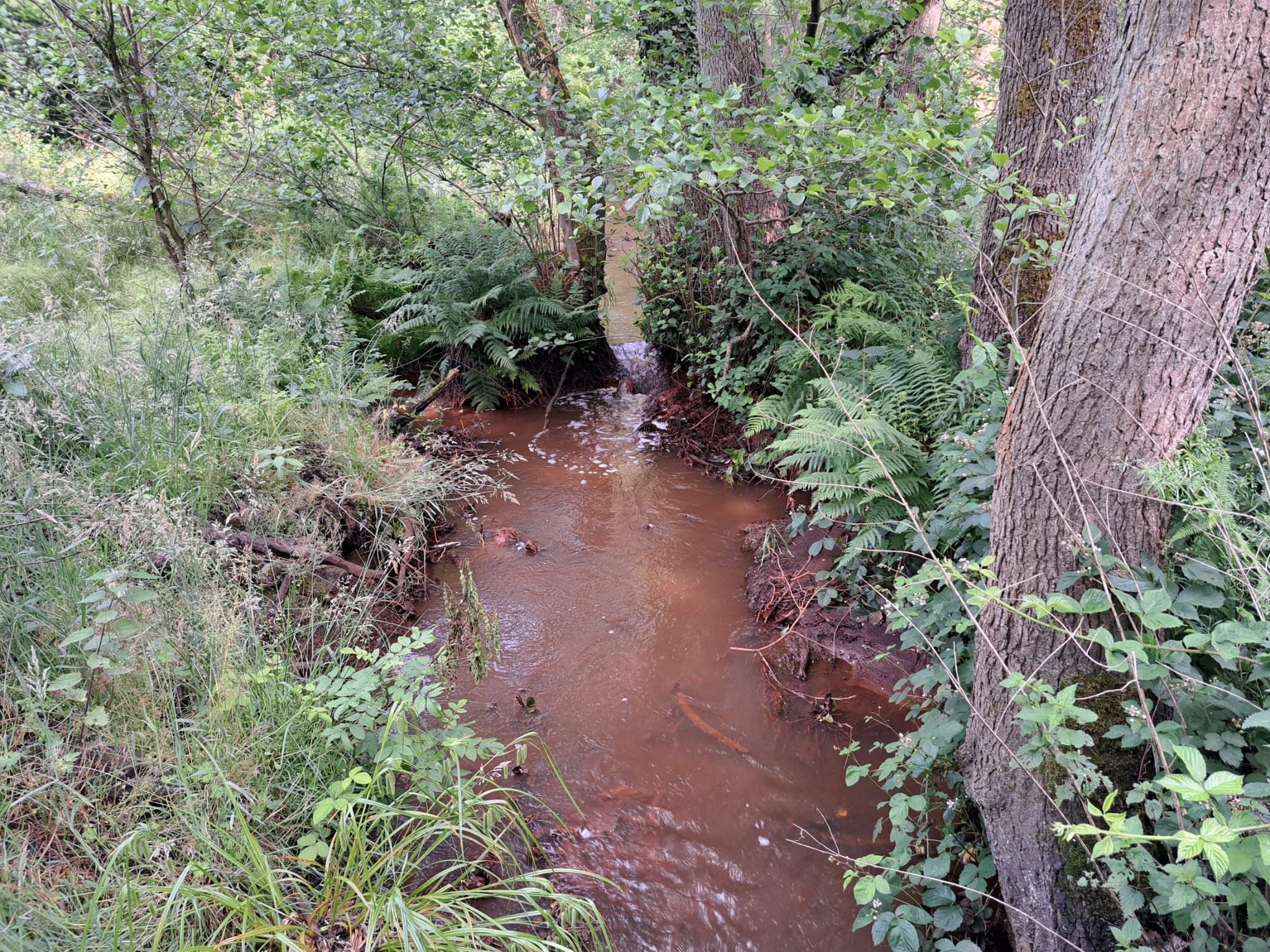
De Mangelbeek ten westen van de Grote Baan
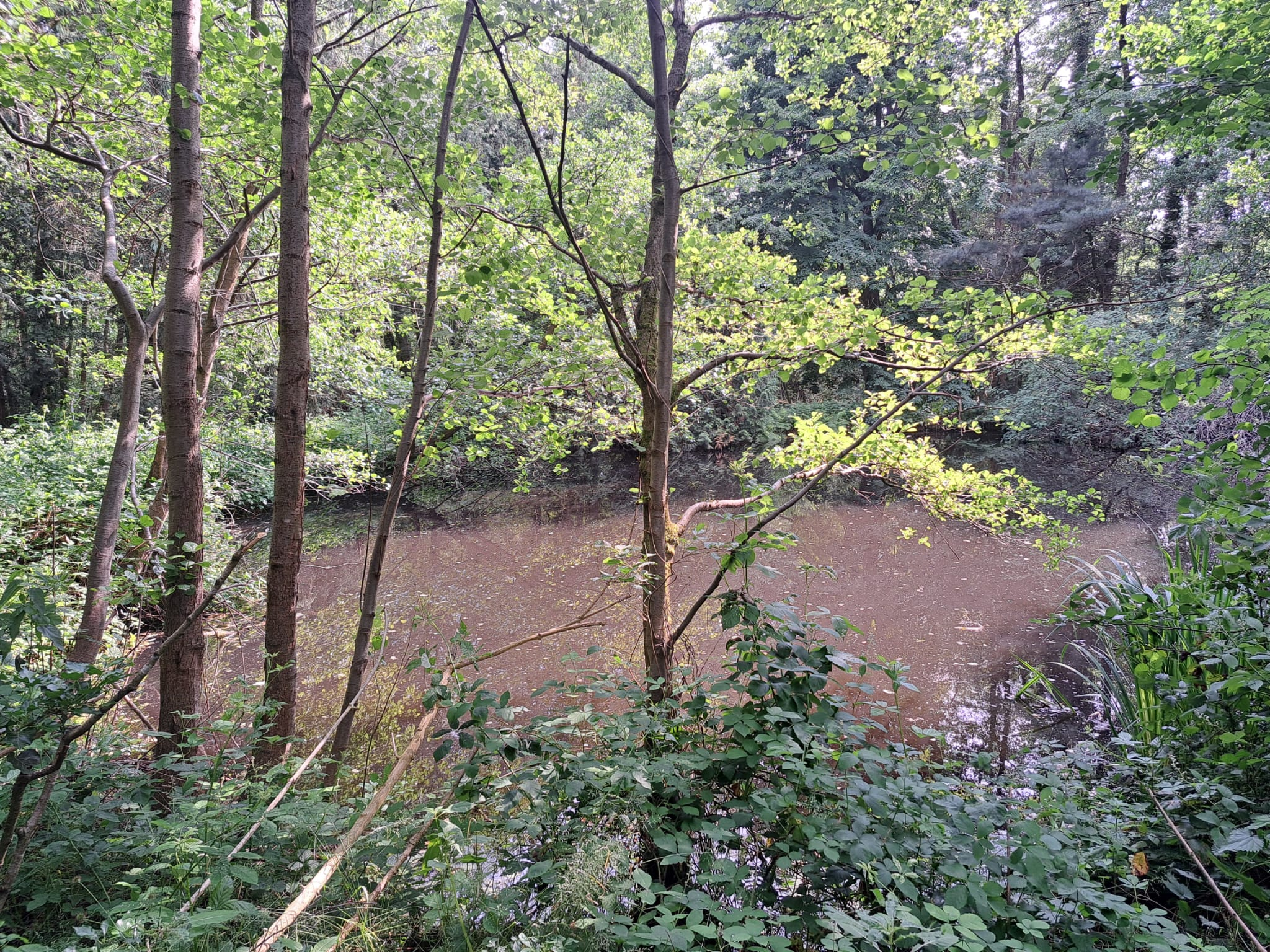
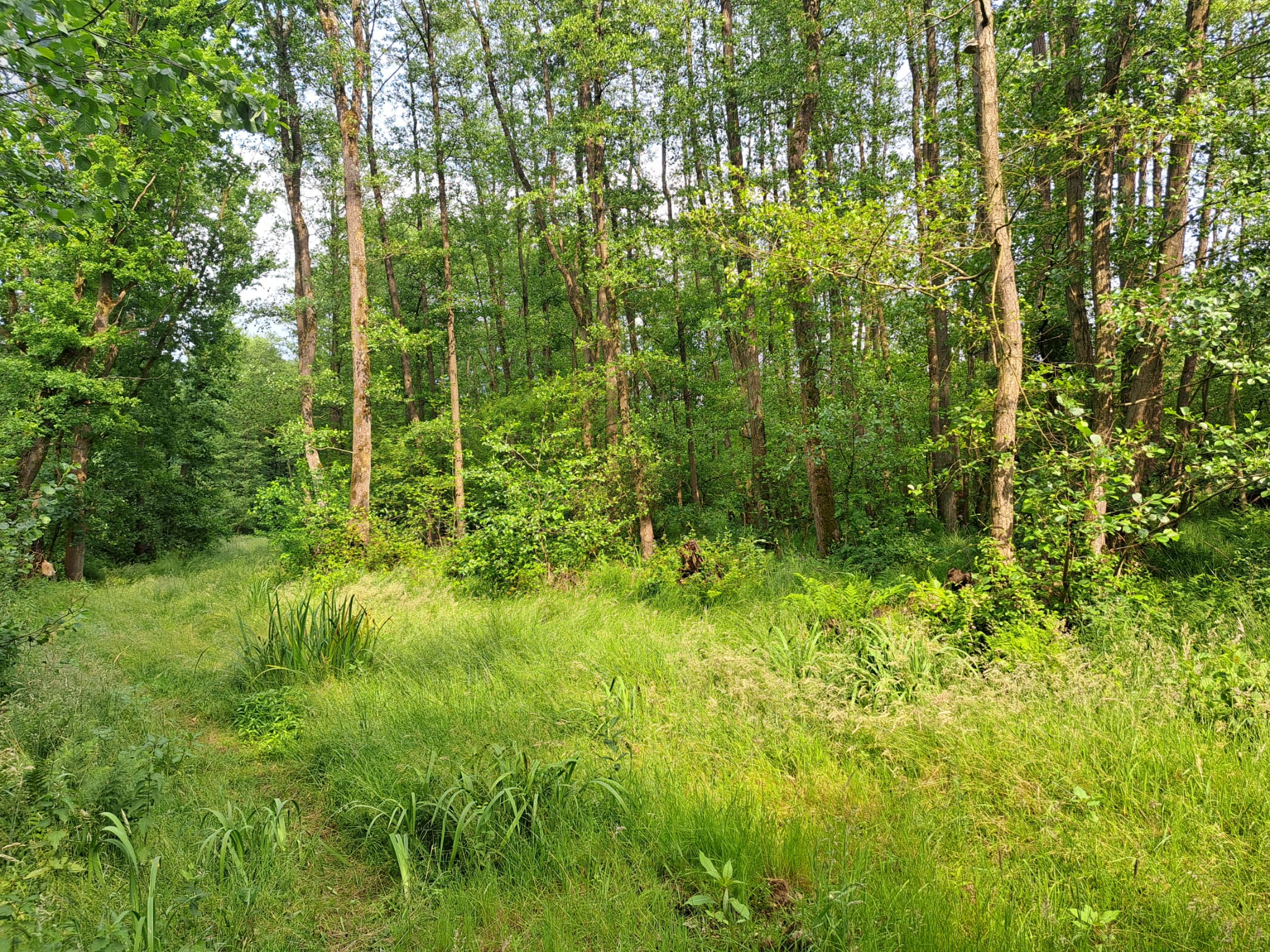
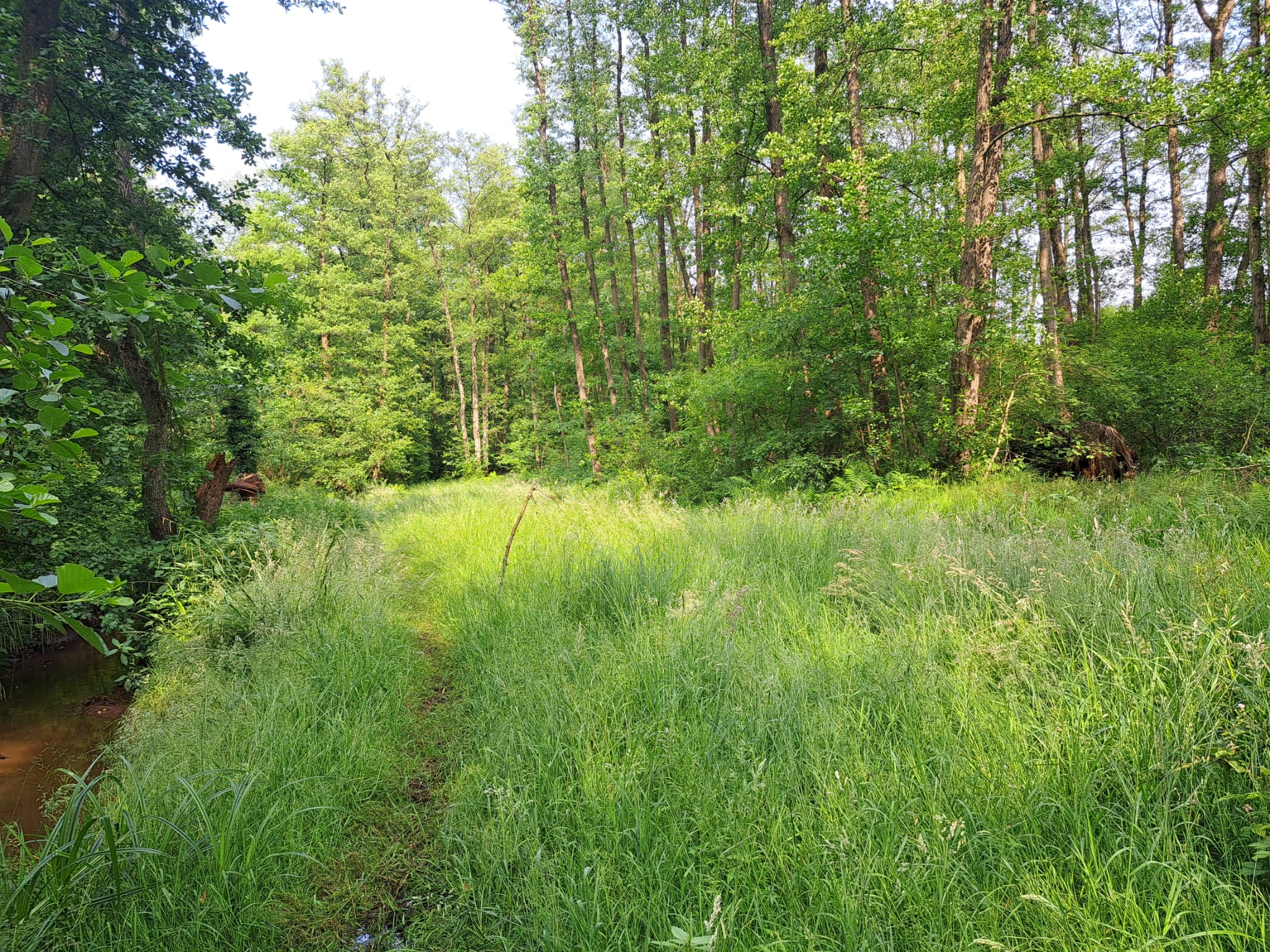
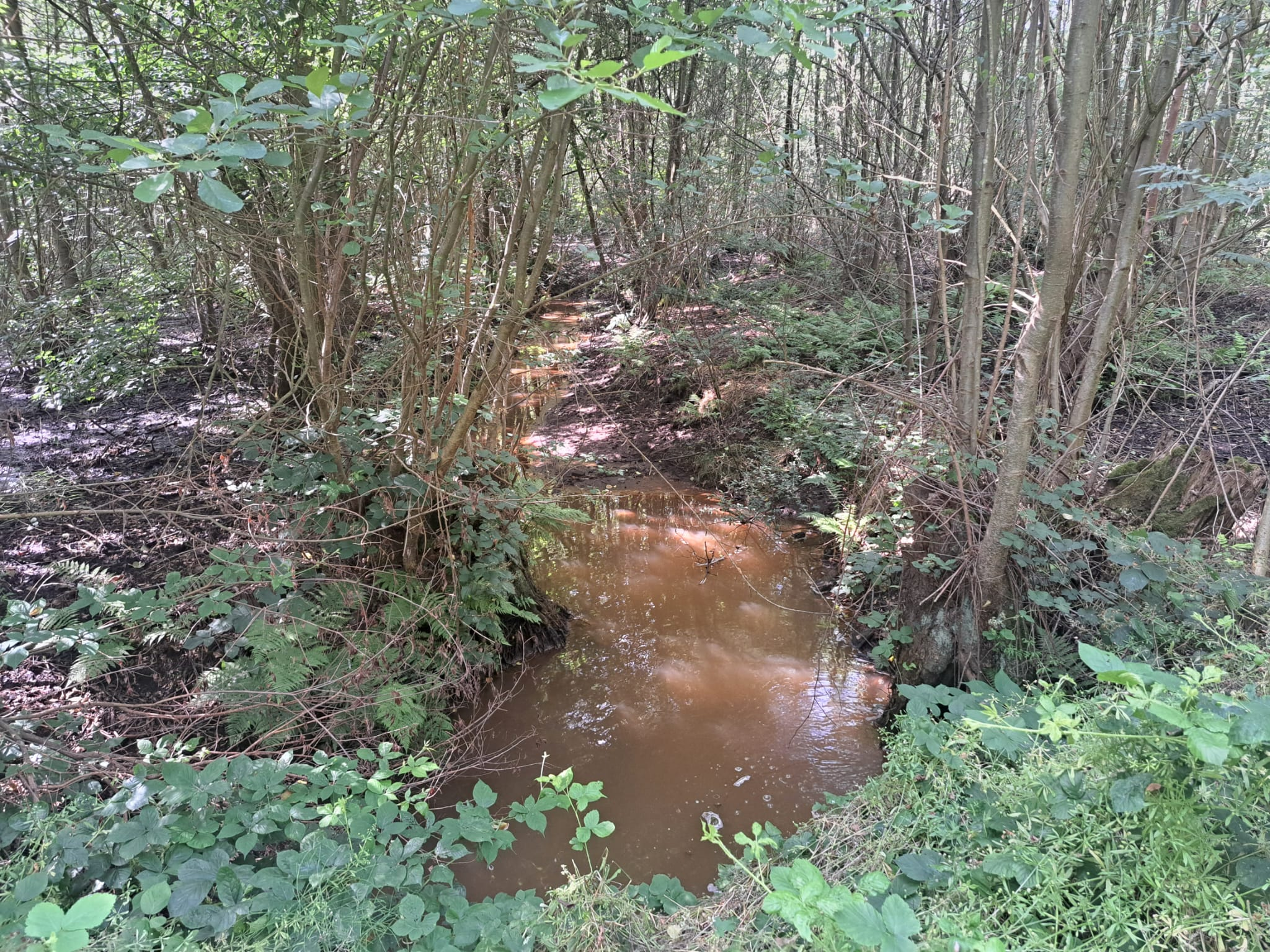
De Mangelbeek ten oosten van de Grote Baan
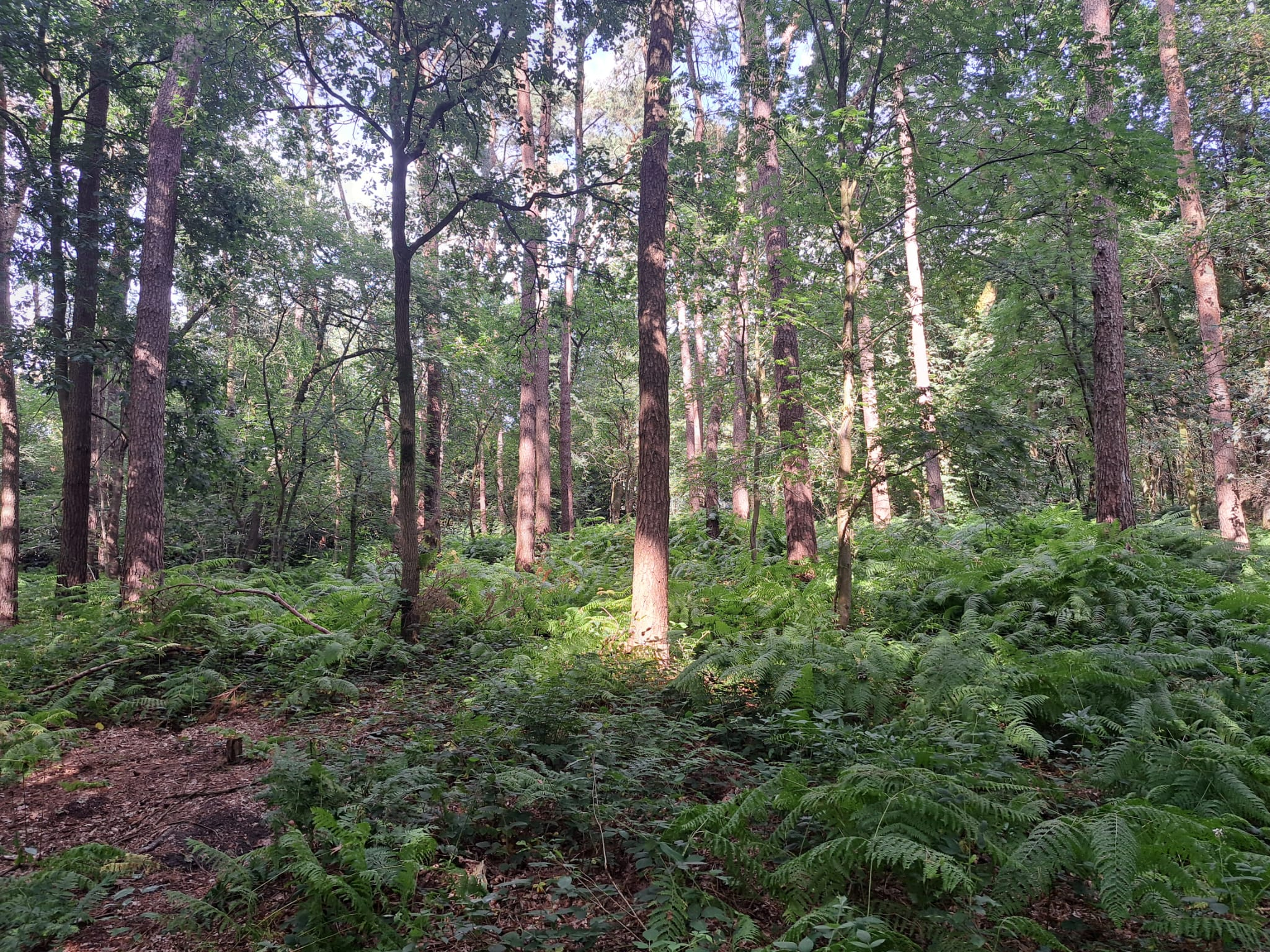
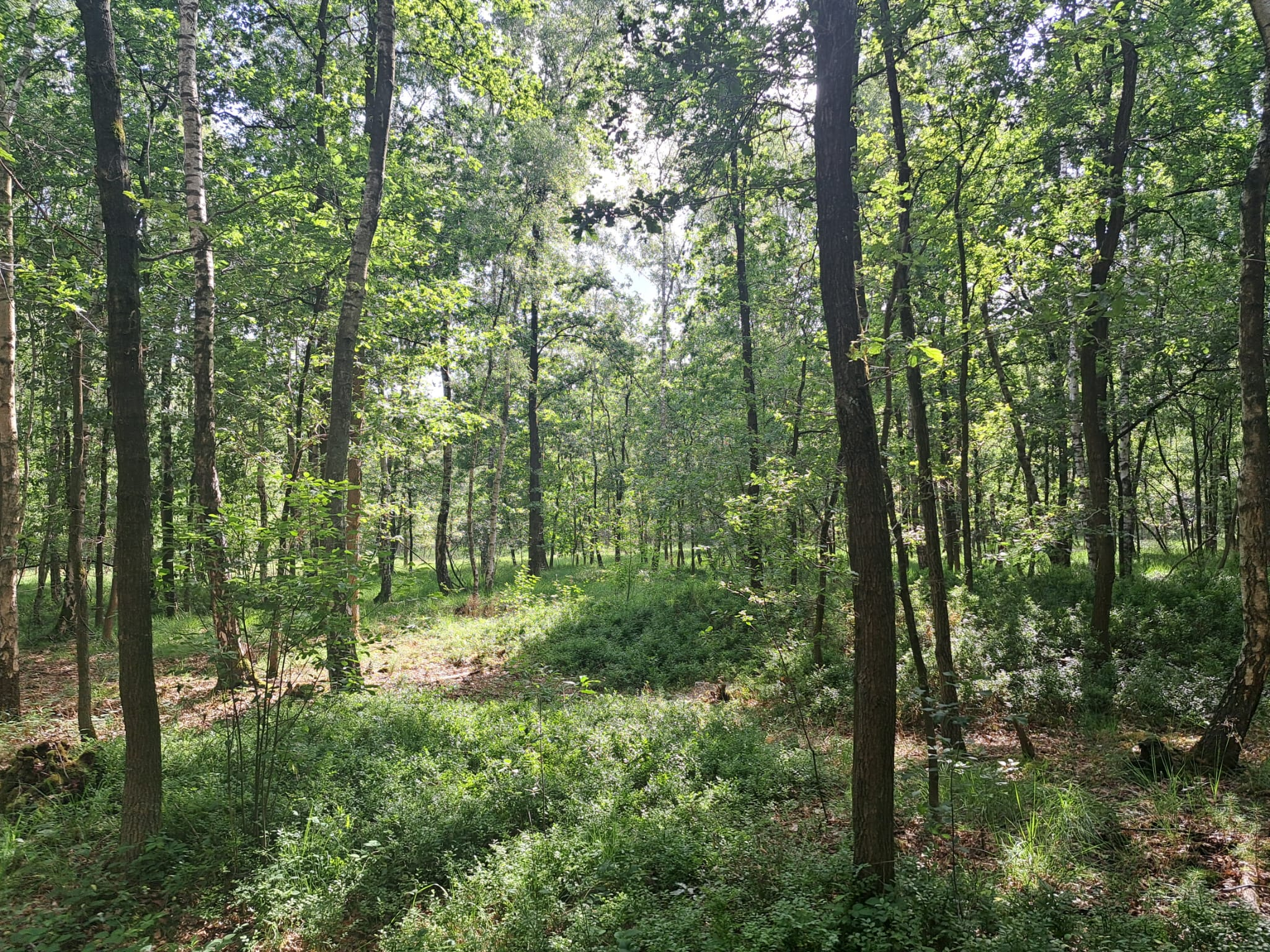
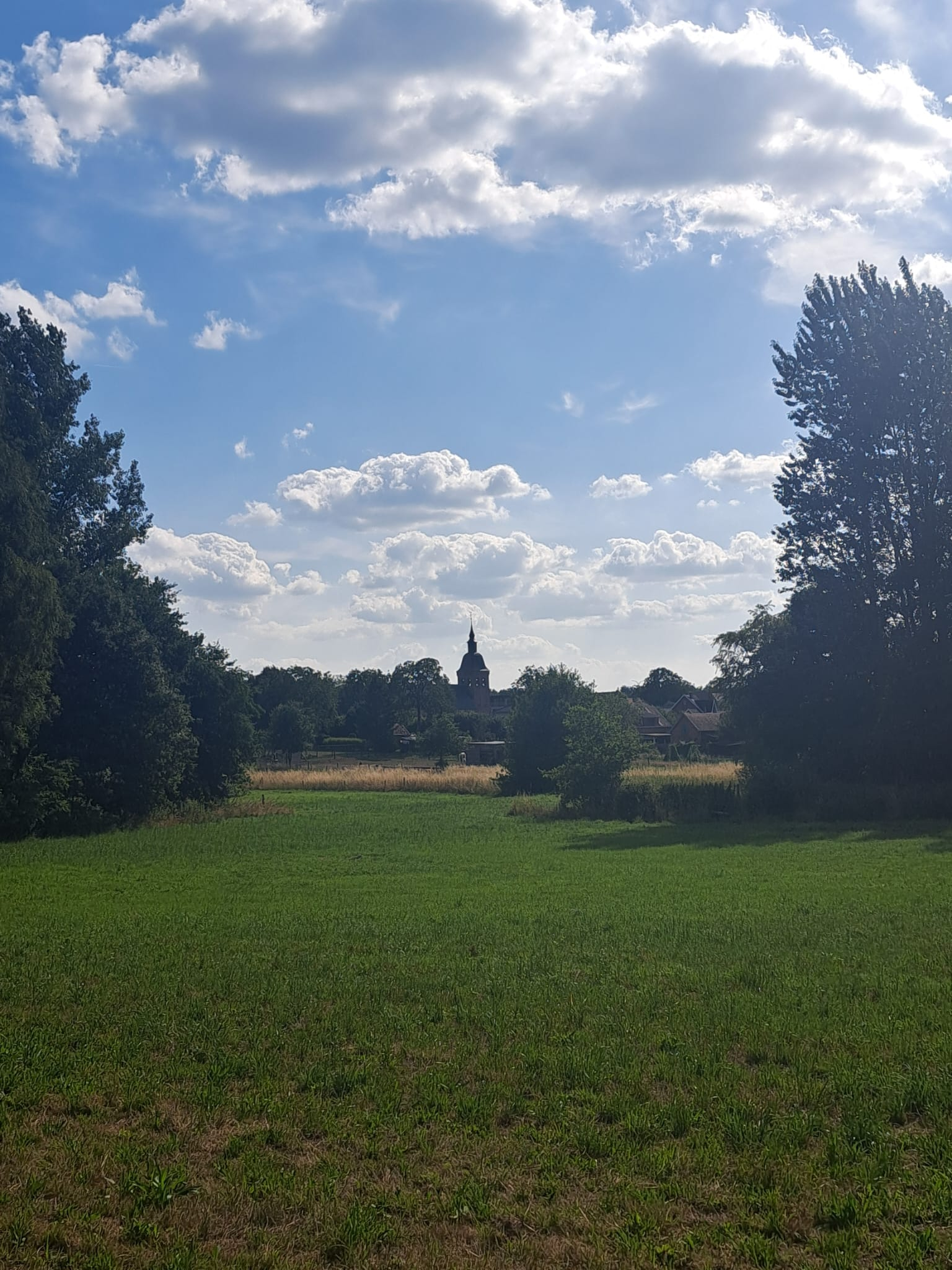
Uitzicht op het kerkje van Laak